# Iveco 315
La gamme Fiat IVECO 315 est un autocar de ligne et GT fabriqué par le constructeur italien Fiat Bus division bus de Fiat V.I. à partir de 1978, devenu ensuite IVECO Bus, et qui restera en production jusqu'en 2001.
Il succède à l'autocar Fiat 314 de 1961. Lancé sous la marque Fiat, il ne portera le logo IVECO qu'à partir de 1982.
Le Fiat 315 a été lancé pour faciliter le transport des passagers sur des lignes peu fréquentées et dont l'itinéraire empruntait des routes étroites ou était destiné, dans sa version GT, aux excursions de petits groupes. La carrosserie des versions GT était construite par Orlandi et le modèle surnommé "Pokerino" car ressemblant au grand Fiat 370 Orlandi GT, vu sa taille, les italiens lui avaient attribué ce gentil diminutif.
Le 315 a été pendant très longtemps le véhicule moyen par excellence en Italie, sa gamme s'est composée de plusieurs versions : 
- Fiat 315 autocar de ligne régulière inter-cités,
- Châssis Fiat 315 pour les carrossiers extérieurs, italiens et étrangers comme Van Hool, Berkhof,
- Fiat Orlandi 315 Pocker, dérivé du fameux 370 Poker Orlandi, ce fut très longtemps le midibus GT haut de gamme,
- Iveco 315.8.17 Turbo, présenté en 1983 comme véhicule de transport régional avec un modèle dérivé spécial ramassage scolaire.
- Otoyol Proxys, version turque du véhicule.

Une version urbaine figure au catalogue sous le nom Iveco 316.
La famille "315" a été produite en une seule longueur de 7,5 mètres.
Comme le veut la législation italienne, ces modèles sont livrés peints en bleu clair pour les unités en service régulier de ligne et sont équipés de 2 portes latérales d'accès, d'un display de signalisation du trajet à l'avant et latéral, d'une installation audio et de la climatisation en option.  
Le Fiat 315 puis Iveco 315 ont été fabriqués sous licence par plusieurs carrossiers italiens comme Menarini, Orlandi ou Garbarini, et étrangers comme Van Hool ancien associé de Fiat Bus aux Pays-Bas et Magirus qui le produisirent sous licence et les commercialisèrent sous leur marque.

## Les différents modèles de série
- Fiat 315.8.13 1978-1981
  - Type : midibus ligne
  - Longueur : 7,5 m
  - Nb portes : 2
  - Moteur : Fiat 8060.04 diesel - 5499 cm3 - 130 ch

- Iveco 315.8.13 1982-2000
  - Type : midibus ligne
  - Longueur : 7,5 m
  - Nb portes : 2
  - Moteur : Fiat 8060.04 diesel - 5499 cm3 - 130 ch

- Iveco 315.8.17 Turbo 1983-2001
  - Type : midibus ligne
  - Longueur : 7,5 m
  - Nb portes : 2
  - Moteur : Fiat 8060.24 turbodiesel - 5499 cm3 - 168 ch

- Iveco Orlandi 315.8.17 Pokerino 1989-2001
  - Type : midibus GT
  - Longueur : 7,5 m
  - Nb portes : 2
  - Moteur : Fiat 8060.24 turbodiesel - 5499 cm3 - 168/178 ch

Cette version est la plus diffusée en Italie.

## Diffusion
La gamme 315, produite à plusieurs milliers d'exemplaires, a été l'autocar midi le plus diffusé en Italie et a connu un beau succès dans de nombreux pays d'Europe. En version constructeur Fiat puis IVECO ou sous la robe de grands carrossiers comme Orlandi qui en fera un GT, il demeure un des véhicules de référence dans sa catégorie.
L'Iveco-Irisbus Europolis qui lui a succédé, reprend les caractéristiques qui en ont fait son succès, en utilisant les techniques actuelles, conception, fabrication automatisée et motorisations classiques diesel ou gaz Euro 4, ou hybride ou électrique.